# Щётово
Щётово (укр. Щотове) — посёлок, относится к Антрацитовскому городскому совету Луганской области.

## Географическое положение
Ближайшие населённые пункты: город Антрацит на юге, село Рафайловка на юго-востоке, посёлок Каменное (примыкает) и Ясеновский на востоке, сёла Зелёный Курган и Зеленодольское на северо-востоке, Червоная Поляна и посёлки Колпаково на севере, Орловское, Казаковка, Лесное на северо-западе, Степовое, Христофоровка, Курган на западе, Мельниково и Краснолучский на юго-западе.

## История
Поселение основано в 1783 году, входило в состав Миусского округа Области Войска Донского.
В ходе революции 1905 года в декабре 1905 года местные железнодорожники поддержали забастовку рабочих Екатерининской железной дороги, но прибывшие на станцию казаки разогнали забастовщиков.
В 1918 году была построена и введена в эксплуатацию угольная шахта № 30.
С 1938 года — посёлок городского типа.
В боевых действиях Великой Отечественной войны участвовали 335 жителей посёлка, 80 человек погибли, 285 награждены боевыми орденами и медалями.
Разрушенная во время войны шахта № 30 была восстановлена и в 1953 году — вновь введена в эксплуатацию.
По состоянию на начало 1968 года здесь действовали угольная шахта № 30, две средние школы, школа рабочей молодёжи, школа-интернат, больница на 150 мест, кинотеатр, 2 клуба, 3 библиотеки и два парка. Позднее здесь был построен молокозавод.
По состоянию на начало 1985 года здесь действовали угольная шахта "Щётовская", завод тракторных запчастей, депо, молочный завод, две общеобразовательные школы, филиал Антрацитовской музыкальной школы, больница, поликлиника, клуб и библиотека.
В январе 1989 года численность населения составляла 5787 человек.
На 1 января 2013 года численность населения составляла 3711 человек.
С весны 2014 года — в составе Луганской Народной Республики.

## Промышленность
- Вагонное депо "Щётово"[10] (осуществляет ремонт грузового подвижного состава дороги);
- Щётовское лесничество, территория которого облагорожена и озеленена. Проводятся рубки и посадка леса. Обеспечивает местное население и близлежащие посёлки и села дровами и пиломатериалами. Производят заготовку лесопосадочного материала, лекарственных трав.

## Социальная сфера
- 4-я городская больница
- Средняя общеобразовательная школа № 12
- Дворец культуры
- Школа-интернат № 2
- Ясли-сад

## Транспортное сообщение
Железнодорожная станция Щётово на линии Чернухино — Должанская Донецкой железной дороги. Железнодорожное сообщение (электро- и дизель-поезда).
В зависимости от расписания на станции делает остановку скорый поезд Свердловск — Симферополь.
Автобусные маршруты: Антрацит-пос. Щётово (до СШ № 12), Антрацит-Красная Поляна, Антрацит-пос. Каменное (с заездом на ст. Щётово).

## Достопримечательности
В Щётово воздвигнут памятник воинам, павшим в боях за освобождение посёлка в ходе ВОВ. (Не все солдаты пали в боях за посёлок, очевидцы говорили, что в братской могиле похоронены люди, которых снимали с поездов (в связи с тем, что умирали в дороге тяжелораненые) во время ВОВ). Есть памятник Григору Тютюнику на территории школы №12, в школе есть музей писателя. Есть памятная табличка в депо Щётово, посвящённая памяти Тютюника.

## Местный совет
94600, Луганская обл., Антрацитовский городской совет, с. Щётово, ул. Ленина, д.5